# مارنو دی پیاوه
مارنو دی پیاوه (به ایتالیایی: Mareno di Piave) یک کومونه در ایتالیا است که در استان ترویزو واقع شده‌است.

## خصوصیات
مارنو دی پیاوه ۲۷٫۸ کیلومترمربع مساحت و ۸٬۵۸۳ نفر جمعیت دارد.